# 2016년 뮤직뱅크 차트 1위 목록

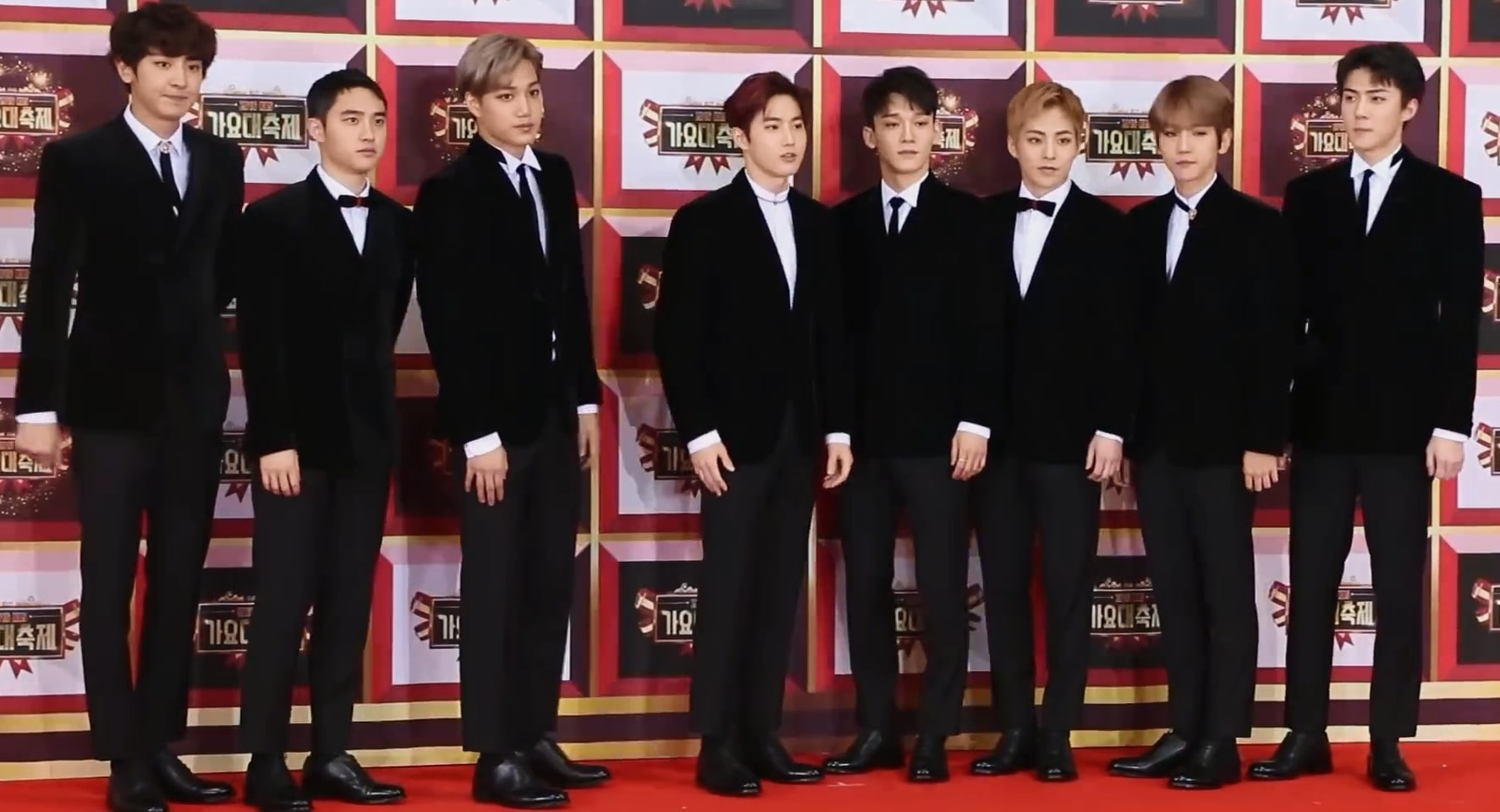
EXO (사진)의 Monster는 2016년 6월 17일 방송에서 11,570점으로 최고 점수를 기록했다.

뮤직뱅크 차트는 1998년부터 방영된 대한민국 KBS의 음악 프로그램인 뮤직뱅크에서 집계하는 레코드 차트이다. 매주 생방송으로 진행되는 프로그램은 한국 차트에서 가장 좋은 성적을 거둔 싱글에 상을 준다. 차트에는 국내 온라인 음악 서비스의 디지털 성적 (65%), 음반 판매량 (5%), KBS TV에서 싱글이 방송된 횟수 (20%), 시청자 선택 (10%)이 포함된다. 국내 온라인 음악 서비스 점수는 멜론, 벅스, 지니 뮤직, 소리바다의 데이터를 사용해서 계산한다. 2015년 5월부터 이 프로그램의 진행을 맡았던 배우이자 가수 박보검과 레드벨벳 멤버 아이린은 2016년 6월 24일까지 진행을 이어갔다. 다음 주에는 씨엔블루의 강민혁과 라붐 멤버 안솔빈이 새로운 진행자로 발표되었다. 보이 그룹 하이라이트의 손동운은 7월 15일 방송에 스페셜 진행자로 출연했다. 강민혁은 11월 4일에 하차했고, 다음 주에는 이서원이 안솔빈과 함께 새로운 진행자로 발표되었다.
2016년에는 32개의 싱글이 차트 1위를 차지했으며, 24개의 아티스트가 1위를 수상했다. 한 해는 엑소의 Sing for You가 1위로 시작했으며, 이는 2015년 마지막 차트에서 1위를 차지했던 곡이었다. 트와이스의 CHEER UP과 TT는 5주 동안 1위를 차지하며 올해 가장 많은 상을 받은 곡이 되었다. 두 싱글이 1위를 차지한 총 10주 동안 트와이스는 올해 가장 많은 수상 기록을 세운 아티스트가 되었다. 올해 발매된 모든 곡 중 EXO의 Monster는 6월 17일 방송에서 11,570점으로 가장 높은 점수를 기록했다. 그룹은 2016년에 "Sing for You", "Monster", "Lotto", "For Life"로 4개의 1위를 차지했으며, 이는 올해 어떤 아티스트보다도 많은 기록이다. 멤버 백현은 미쓰에이 멤버 수지와 함께 협업곡 Dream으로 첫 뮤직뱅크 트로피를 솔로로서 수상했다.
2016년에는 많은 아티스트가 첫 1위를 달성했다. 한동근은 "이 소설의 끝을 다시 써보려 해"로 뮤직뱅크에서 생애 첫 음악 방송 트로피를 받았다. 걸 그룹 여자친구는 시간을 달려서와 너 그리고 나로 차트에서 두 곡의 1위 싱글을 기록했다. 2월 5일 방송에서 "시간을 달려서"로 1위를 차지하며 뮤직뱅크에서의 첫 1위를 기록했다. 마마무를 시작으로 6개의 다른 그룹이 차트에서 첫 1위를 차지했다. 마마무는 3월에 "넌 is 뭔들"로 차트 정상을 차지했다. 두 개의 다른 걸 그룹도 차트에서 첫 1위를 차지했다: 트와이스는 "CHEER UP"으로 아이오아이는 "Whatta Man (Good Man)"으로 각각 5월 6일과 8월 19일 방송에서 1위를 차지했다. 다른 첫 1위 곡은 GOT7의 "Fly"와 비투비의 "Remember That"이었다. 또한, 세븐틴은 12월 16일 방송에서 "붐붐"으로 첫 1위를 차지했다. 연말에는 EXO의 "For Life"가 차트 1위를 차지했다.

## 차트 기록

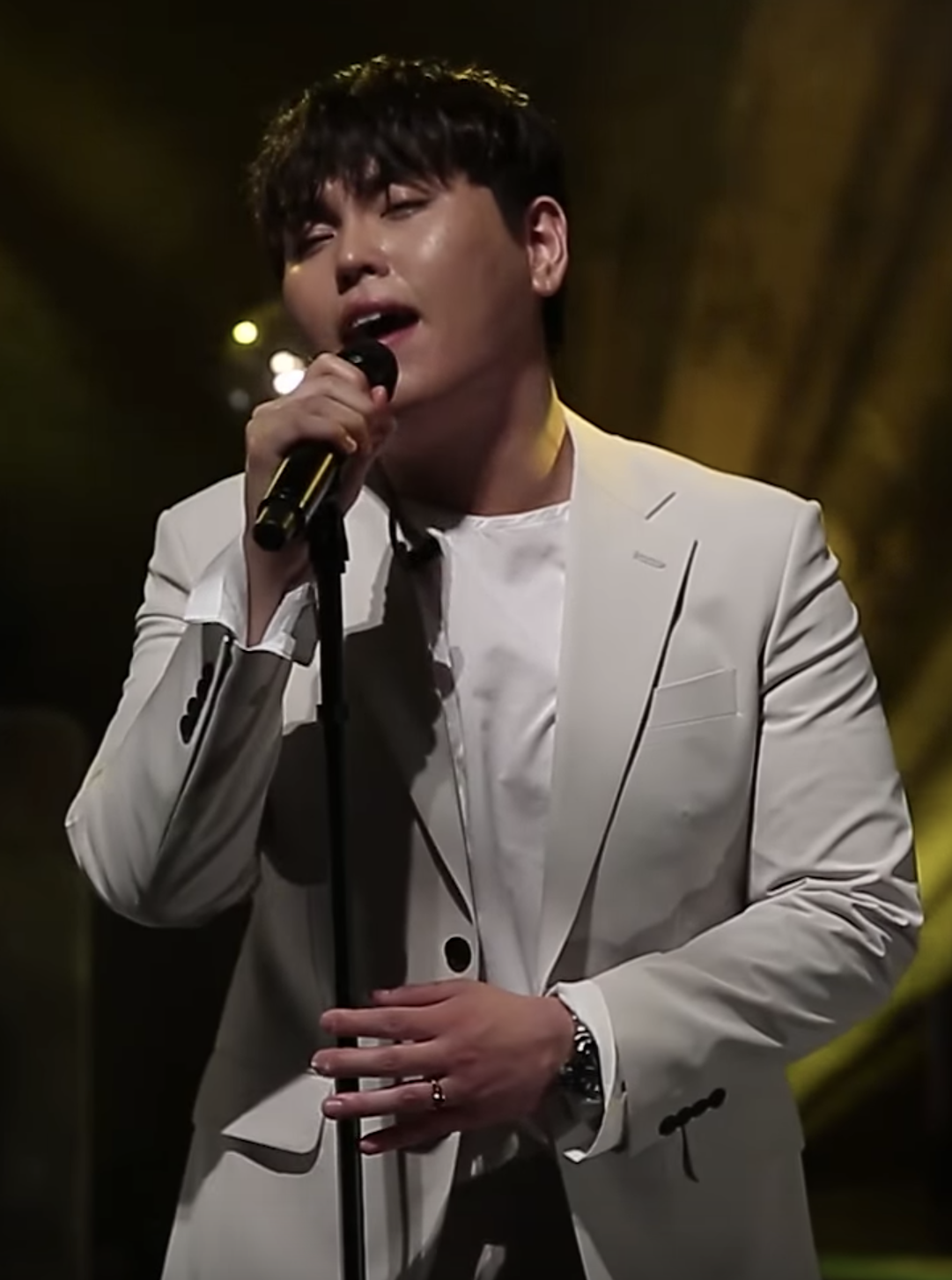
한동근 (사진)은 "이 소설의 끝을 다시 써보려 해"로 뮤직뱅크에서 생애 첫 음악 방송 트로피를 받았다.

| Indicates the highest score of 2016 | 2016년 최고 점수 |
| —                                   | 방송 없음        |

| 에피소드 | 날짜      | 아티스트    | 곡                              | 점수   | Ref.            |
| -------- | --------- | ----------- | ------------------------------- | ------ | --------------- |
| —        | 1월 1일   | EXO         | "Sing for You"                  | 4,893  | [ 16 ]          |
| 818      | 1월 8일   | 방탄소년단  | "RUN"                           | 4,765  | [ 17 ] [ 18 ]   |
| 819      | 1월 15일  | 수지 & 백현 | "Dream"                         | 4,229  | [ 19 ] [ 8 ]    |
| 820      | 1월 22일  | 수지 & 백현 | "Dream"                         | 8,391  | [ 20 ] [ 21 ]   |
| 821      | 1월 29일  | 틴탑        | "사각지대"                      | 7,128  | [ 22 ] [ 23 ]   |
| 822      | 2월 5일   | 여자친구    | "시간을 달려서"                 | 6,605  | [ 24 ] [ 10 ]   |
| 823      | 2월 12일  | 여자친구    | "시간을 달려서"                 | 6,823  | [ 25 ] [ 26 ]   |
| 824      | 2월 19일  | 여자친구    | "시간을 달려서"                 | 6,377  | [ 27 ] [ 28 ]   |
| 825      | 2월 26일  | 여자친구    | "시간을 달려서"                 | 6,215  | [ 29 ] [ 30 ]   |
| 826      | 3월 4일   | 태민        | "Press Your Number"             | 6,229  | [ 31 ] [ 32 ]   |
| 827      | 3월 11일  | 마마무      | "넌 is 뭔들"                    | 7,370  | [ 33 ] [ 11 ]   |
| 828      | 3월 18일  | 마마무      | "넌 is 뭔들"                    | 5,537  | [ 34 ] [ 35 ]   |
| 829      | 3월 25일  | 레드벨벳    | "7월 7일"                       | 6,427  | [ 36 ] [ 37 ]   |
| 830      | 4월 1일   | GOT7        | "Fly"                           | 6,967  | [ 38 ] [ 13 ]   |
| 831      | 4월 8일   | 비투비      | "Remember That"                 | 6,140  | [ 39 ] [ 14 ]   |
| 832      | 4월 15일  | 씨엔블루    | "이렇게 예뻤나"                 | 5,763  | [ 40 ] [ 41 ]   |
| 833      | 4월 22일  | 씨엔블루    | "이렇게 예뻤나"                 | 4,974  | [ 42 ] [ 43 ]   |
| 834      | 4월 29일  | 빅스        | "Dynamite"                      | 6,262  | [ 44 ] [ 45 ]   |
| 835      | 5월 6일   | 트와이스    | "CHEER UP"                      | 8,079  | [ 46 ] [ 12 ]   |
| 836      | 5월 13일  | 방탄소년단  | "불타오르네"                    | 8,869  | [ 47 ] [ 48 ]   |
| 837      | 5월 20일  | 트와이스    | "CHEER UP"                      | 6,535  | [ 49 ] [ 50 ]   |
| 838      | 5월 27일  | 트와이스    | "CHEER UP"                      | 6,350  | [ 51 ] [ 52 ]   |
| 839      | 6월 3일   | 트와이스    | "CHEER UP"                      | 6,535  | [ 53 ] [ 54 ]   |
| 840      | 6월 10일  | 트와이스    | "CHEER UP"                      | 5,734  | [ 55 ] [ 56 ]   |
| 841      | 6월 17일  | EXO         | "Monster"                       | 11,570 | [ 57 ] [ 58 ]   |
| 842      | 6월 24일  | EXO         | "Monster"                       | 10,188 | [ 59 ] [ 60 ]   |
| 843      | 7월 1일   | EXO         | "Monster"                       | 7,837  | [ 61 ] [ 62 ]   |
| 844      | 7월 8일   | 태연        | "Starlight"                     | 8,425  | [ 63 ] [ 64 ]   |
| 845      | 7월 15일  | 비스트      | "리본"                          | 6,539  | [ 65 ] [ 66 ]   |
| 846      | 7월 22일  | 여자친구    | "너 그리고 나"                  | 6,851  | [ 67 ] [ 68 ]   |
| 847      | 7월 29일  | 여자친구    | "너 그리고 나"                  | 6,648  | [ 69 ] [ 70 ]   |
| 848      | 8월 5일   | 원더걸스    | "Why So Lonely"                 | 6,284  | [ 71 ] [ 72 ]   |
| 849      | 8월 12일  | 여자친구    | "너 그리고 나"                  | 6,499  | [ 73 ] [ 74 ]   |
| 850      | 8월 19일  | 아이오아이  | "Whatta Man (Good Man)"         | 7,128  | [ 75 ] [ 76 ]   |
| 851      | 8월 26일  | EXO         | "Lotto"                         | 8,574  | [ 77 ] [ 78 ]   |
| 852      | 9월 2일   | EXO         | "Lotto"                         | 7,151  | [ 79 ] [ 80 ]   |
| 853      | 9월 9일   | 한동근      | "이 소설의 끝을 다시 써보려 해" | 6,421  | [ 81 ] [ 9 ]    |
| —        | 9월 16일  | 임창정      | "내가 저지른 사랑"              | 9,813  | [ 82 ] [ 83 ]   |
| 854      | 9월 23일  | 임창정      | "내가 저지른 사랑"              | 10,315 | [ 84 ] [ 85 ]   |
| 855      | 9월 30일  | 인피니트    | "태풍 (The Eye)"                | 9,129  | [ 86 ] [ 87 ]   |
| 856      | 10월 7일  | GOT7        | "하드캐리"                      | 7,438  | [ 88 ] [ 89 ]   |
| 857      | 10월 14일 | 샤이니      | "1 of 1"                        | 7,100  | [ 90 ] [ 91 ]   |
| 858      | 10월 21일 | 방탄소년단  | "피 땀 눈물"                    | 10,985 | [ 92 ] [ 93 ]   |
| 859      | 10월 28일 | 방탄소년단  | "피 땀 눈물"                    | 8,384  | [ 94 ] [ 95 ]   |
| 860      | 11월 4일  | 트와이스    | "TT"                            | 11,274 | [ 96 ] [ 97 ]   |
| 861      | 11월 11일 | 트와이스    | "TT"                            | 8,127  | [ 98 ] [ 99 ]   |
| 862      | 11월 18일 | 트와이스    | "TT"                            | 7,429  | [ 100 ] [ 101 ] |
| 863      | 11월 25일 | 트와이스    | "TT"                            | 7,580  | [ 102 ] [ 103 ] |
| 864      | 12월 2일  | 트와이스    | "TT"                            | 6,218  | [ 104 ] [ 105 ] |
| 865      | 12월 9일  | B1A4        | "거짓말이야"                    | 6,694  | [ 106 ] [ 107 ] |
| 866      | 12월 16일 | 세븐틴      | "붐붐"                          | 7,252  | [ 108 ] [ 15 ]  |
| 867      | 12월 23일 | 빅뱅        | "LAST DANCE"                    | 4,720  | [ 109 ]         |
| —        | 12월 30일 | EXO         | "For Life"                      | 8,142  | [ 110 ] [ 111 ] |